# Chuột chù Katinka
Chuột chù Katinka, tên khoa học Crocidura katinka, là một loài động vật có vú trong họ Chuột chù, bộ Soricomorpha. Loài này được Bate mô tả năm 1937. Chúng được tìm thấy chủ yếu ở Israel, Syria, và Palestin.